# Çaltı, Çardak
Çaltı là một xã thuộc huyện Çardak, tỉnh Denizli, Thổ Nhĩ Kỳ. Dân số thời điểm năm 2010 là 528 người.